# Teatre romà de Ventimiglia

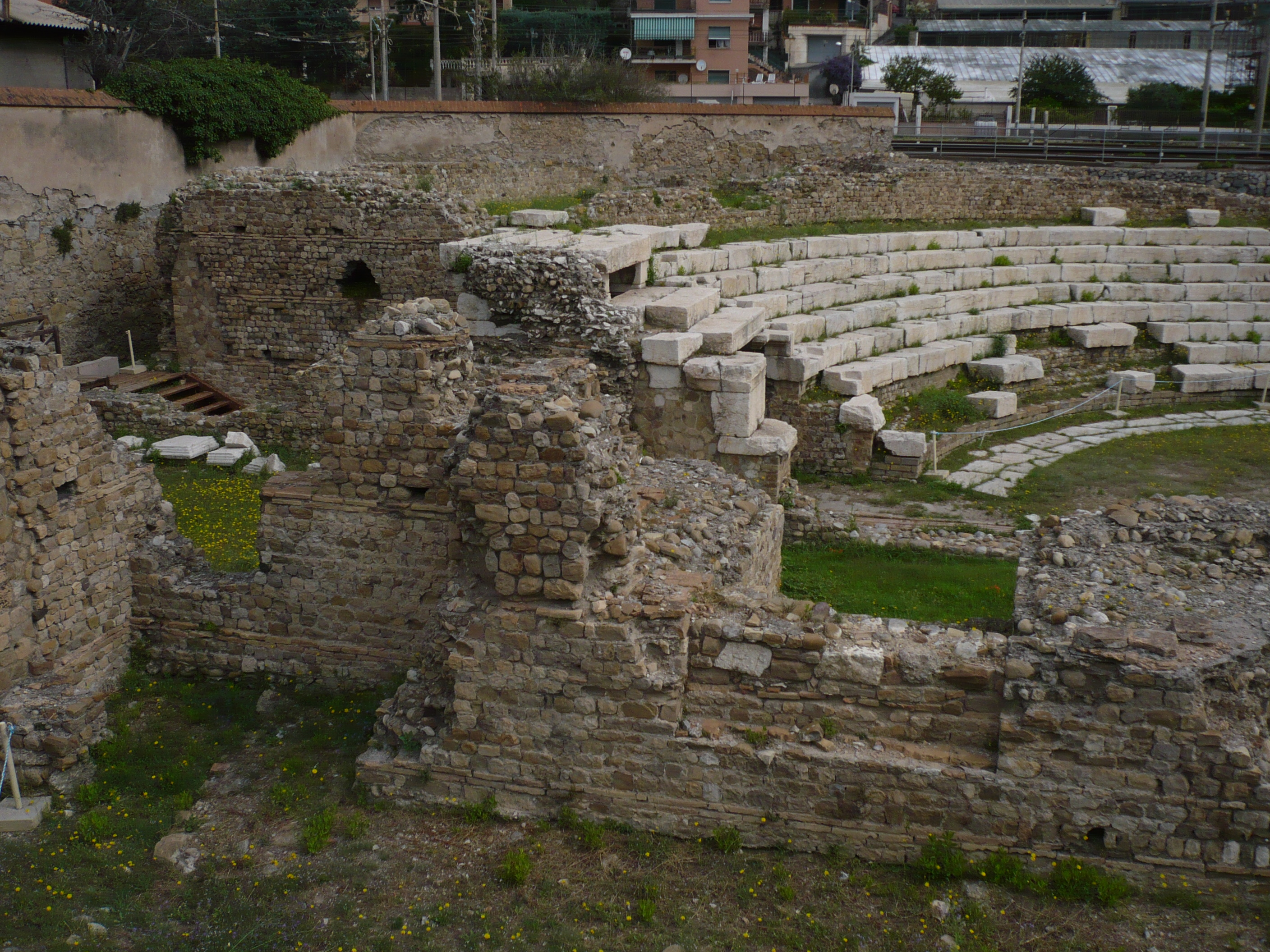
El Teatre romà de Ventimiglia.

El Teatre romà de Ventimiglia (l'antiga Albintemelium) és un teatre construït a Ventimiglia, prop de la via Julia Augusta, entre els segles II i III, a la banda occidental de la ciutat de Ligúria. Podia acollir 5.000 espectadors. L'edifici s'assembla a altres teatres romans de la Provença tant per la planta com per la maçoneria característica: un opus certum, compost per filades de petits blocs partits, intercalats amb una doble filera de maons. Els esglaons i les parts decoratives són de pedra de La Túrbia, que, pel seu color blanc opac, gairebé dóna l'efecte del marbre. Contràriament a l'ús comú, el teatre no es va construir recolzat al vessant d'un turó, sinó que es van erigir robustos murs semicirculars que tancaven un terraplè per sostenir les escales.
El teatre va ser abandonat a partir del segle IV dC (aproximadament un segle després de la construcció) i aviat va ser desallotjat i destruït per fer calç per a altres edificis. Les ruïnes van ser progressivament enterrades i posteriorment s'hi va crear una necròpolis.
El vomitori central, del qual probablement sortia el públic al final dels espectacles, s'obre al carrer principal d'Albintimilium. És molt plausible que el públic entrés des del vomitori oriental, ja que està connectada a la mateixa carretera amb un gran arc monumental arrebossat, decorat amb dues estàtues (sempre en pedra de La Túrbia) i originalment pintat.